# Cássia Eller (álbum de 1994)
Cássia Eller é o terceiro álbum de estúdio da cantora brasileira Cássia Eller, lançado em 1994.

## Histórico
Cássia Eller foi gravado no estúdio pessoal de Guto Graça Mello, sem que a PolyGram (hoje Universal Music) soubesse. Isso aconteceu porque a cantora, após o pouco sucesso comercial de seus dois primeiros trabalhos (Cássia Eller e O Marginal), estava decidida a pedir demissão, desanimada com tal situação. O disco foi o primeiro gravado após o nascimento de Chicão, filho de Cássia. Segundo Guto, "ela parava as gravações pra amamentar o filho, até que o álbum ficou pronto". Segundo Maria Eugênia, companheira de Cássia, ele gostava de ouvir o disco Verde, Anil, Amarelo, Cor-de-Rosa e Carvão, da cantora Marisa Monte, o que acabou por inspirar Cássia na seleção do repertório e na gravação. Uma vez apresentado à gravadora, Cássia Eller foi imediatamente aprovado.
O disco foi responsável por popularizar nacionalmente a cantora no cenário musical brasileiro, dotado de grandes sucessos como "E.C.T.", composição de Nando Reis, Marisa Monte e Carlinhos Brown e "Malandragem", composta por Cazuza e Frejat, que apesar de ter sido originalmente escrita para Ângela Rô Rô, tornou-se a canção assinatura de Cássia.
A canção "1º de Julho" foi composta por Renato Russo (Legião Urbana) como presente para Cássia, que havia acabado de ter seu primeiro filho, fruto de um relacionamento com Tavinho Fialho, amigo de Renato e músico de apoio da Legião que havia morrido um ano antes do lançamento de Cássia Eller.

## Faixas
LP/K7/CD
| Lado A |                           |                                              |         |  |
| N.º    | Título                    | Compositor(es)                               | Duração |  |
| 1.     | "Partners"                | Paulo Ricardo/Paulo P.A. Pagni/Luiz Schiavon | 4:25    |  |
| 2.     | "Malandragem"             | Cazuza/Roberto Frejat                        | 4:10    |  |
| 3.     | "E.C.T."                  | Nando Reis/Marisa Monte/Carlinhos Brown      | 3:48    |  |
| 4.     | "Try A Little Tenderness" | Harry Woods/Jimmy Campbell/Reg Conelly       | 4:18    |  |
| 5.     | "1º de Julho"             | Renato Russo                                 | 4:30    |  |
| 6.     | "Na Cadência do Samba"    | Ataulfo Alves/Paulo Gesta                    | 3:15    |  |

| Lado B         |                         |                                                     |         |  |
| N.º            | Título                  | Compositor(es)                                      | Duração |  |
| 7.             | "Lanterna dos Afogados" | Herbert Vianna                                      | 3:25    |  |
| 8.             | "Coroné Antonio Bento"  | Luiz Wanderley/João do Vale                         | 3:19    |  |
| 9.             | "Metrô Linha 743"       | Raul Seixas                                         | 2:52    |  |
| 10.            | "Socorro"               | Arnaldo Antunes/Alice Ruiz                          | 4:20    |  |
| 11.            | "Blues do Iniciante"    | Roberto Frejat/Dé/Guto Goffi/Maurício Barros/Cazuza | 4:01    |  |
| 12.            | "Música Urbana 2"       | Renato Russo                                        | 3:14    |  |
| 13.            | "Pétala"                | Djavan                                              | 3:09    |  |
| Duração total: | Duração total:          | Duração total:                                      | 48:58   |  |

## Créditos
- Cesinha - bateria
- Fernando Nunes - baixo
- Márcio Lomiranda - teclados
- Paulo Rafael - guitarra

Partipações especiais
- Wander Taffo em "Lanterna dos Afogados" e "Partners".

## Certificações
| País          | Certificação | Vendas  |
| ------------- | ------------ | ------- |
| Brasil (ABPD) | —            | 100.000 |